# Reinhard Egger (Offizier)

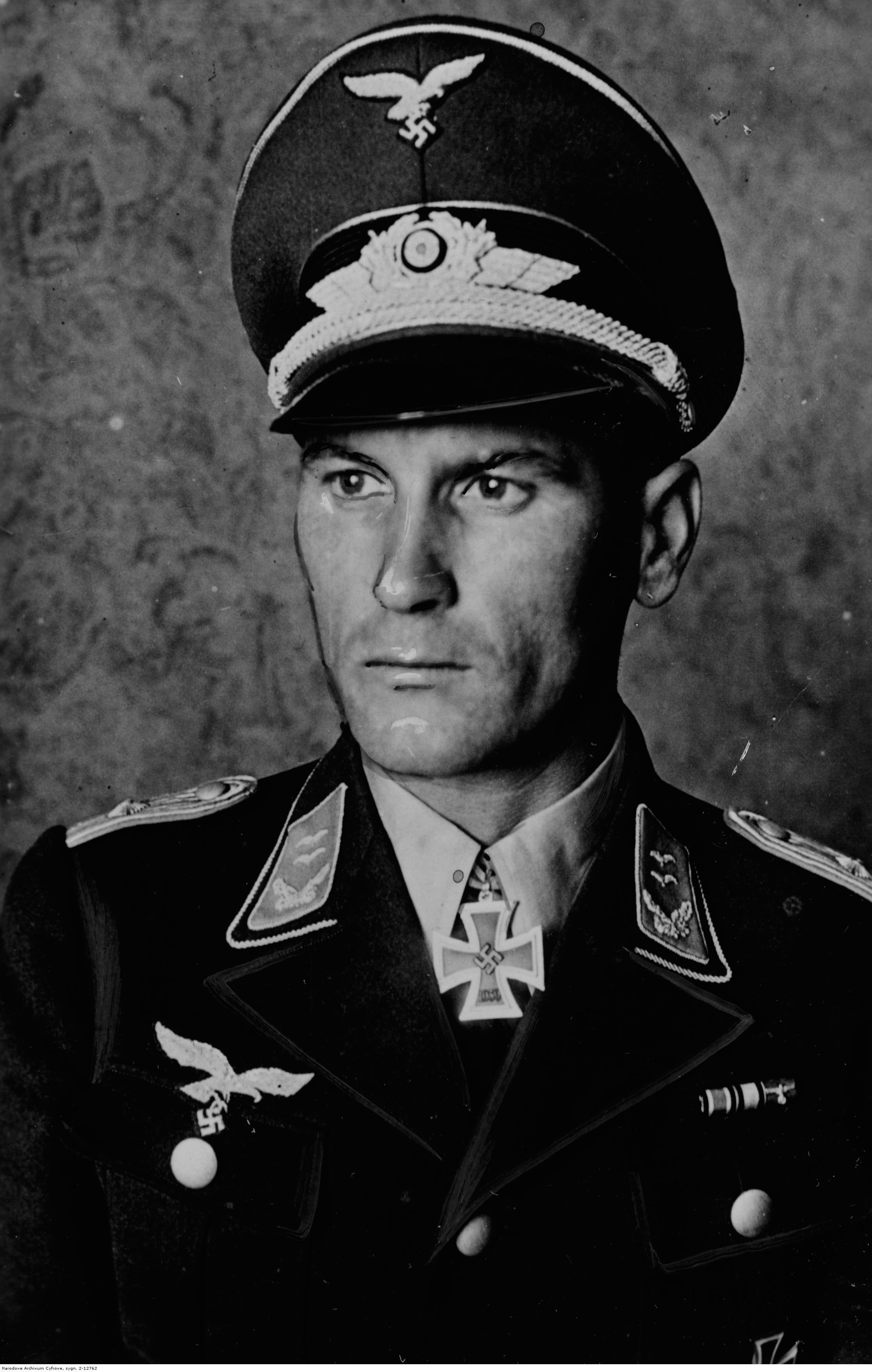
Oberleutnant Reinhard Egger nach der Verleihung des Ritterkreuzes, Juli 1941.

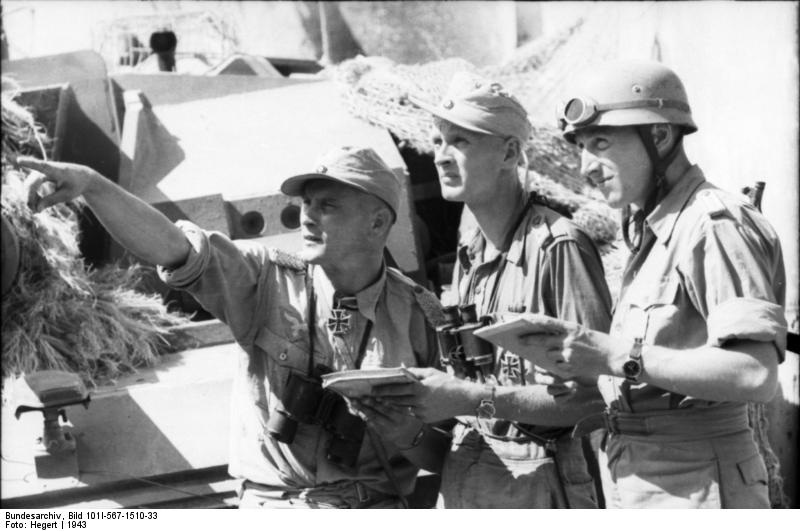
Major Egger (links mit Ritterkreuz) in Italien, 1943.

Reinhard Karl Egger (* 11. Dezember 1905 in Klagenfurt; † 10. Juni 1987 in Seeboden) war ein österreichischer Offizier, zuletzt Oberstleutnant der Luftwaffe der Wehrmacht.

## Leben
Reinhard Egger war als Österreicher in die Fallschirmtruppe der Luftwaffe gekommen.
Am 8. April 1929 trat er in die 3. Kompanie des Alpenjäger-Regiments 11 des Bundesheeres ein, besuchte u. a. im Januar 1930 eine Skipatrouillenkurs in Koschuta und wurde am 3. November 1931 Gefreiter. Ab dem 1. November 1934, ab 27. Dezember 1932 Korporal und am 20. Januar 1934 erfolgte seine Ernennung zum Scharfschützen, war er erst in der 8. Kompanie des Alpenjäger-Regiments 11 und kam dann neun Tage später bis 15. Juli 1935 in die 7. Kompanie des Regiments. Am 26. Januar 1935 war er zum Zugführer ernannt worden. Anschließend war er, ab 2. Januar 1936 Wachtmeister, bis 14. November 1936 in der 2. Kompanie des Kärntner Alpenjäger-Bataillons 1 und übernahm hier bis 23. März 1937 einen Zug der 1. Kompanie. Vom 23. März 1937 bis 22. April 1937 besuchte er den Heeresbergführer-Winterkurs und vom 28. August 1937 bis 27. September 1937 den Heeresbergführer-Sommerkurs. Ab 30. September 1937 war er an der Theresianischen Militärakademie Wiener-Neustadt. Am 6. November 1937 erreichte er die Berechtigung für das Führen des Titels Heeresbergführergehilfe. Am 14. März 1938 wurde er nun Feldwebel in die Deutsche Wehrmacht überführt.
Im Heer der Wehrmacht war er mit der Beförderung zum Oberfähnrich ab 1. September 1938 Chef der 1. Kompanie des Infanterie-Regiments 91 in Kempten, ab 16. Mai 1940 auch in dem Infanterie-Ersatz-Bataillon 91 ebenfalls in Kempten, welches anfangs für die Ersatzgestellung des Infanterie-Regiments 91 verantwortlich war.
Am 1. Januar 1939 war er mit RDA vom 1. Januar 1939 zum Leutnant, was am 1. April 1939 mit Wirkung vom 1. Februar 1939 auf ein RDA vom 1. Oktober 1935 korrigiert wurde. Er wurde zeitgleich mit der gleichen Wirkung und dem RDA vom 1. Oktober 1938 zum Oberleutnant befördert. Am 19. Dezember 1939 war er mit dem Eisernen Kreuz erster Klasse ausgezeichnet worden. Es folgte eine weitere Anpassung seines Dienstgrades: am 25. Oktober 1940 wurde er mit neuem RDA in der Luftwaffe vom 1. Oktober 1938 Oberleutnant.
Vom 18. Juni 1940 bis 13. Juli 1940 besuchte er einen Fallschirmschützen-Lehrgang an der Fallschirmschule Wittstock. Ab 14. Juli 1940 war er in der 10. Kompanie des Fallschirmjäger-Regiment 1 der 1. Fallschirmjäger-Division und wurde am 2. Oktober 1940 mit Wirkung vom 1. September 1940 als Oberleutnant zum Chef der 10. Kompanie. Am 25. Oktober 1940 schied er rückwirkend zum 31. Juli 1940 aus dem Heer aus und wurde zum 1. August 1940 in die Luftwaffe übernommen. Am 9. Juli 1941 wurde er, u. a. gemeinsam mit Harry Herrmann, für seine Führung während der Luftlandeschlacht um Kreta mit dem Ritterkreuz des Eisernen Kreuzes ausgezeichnet. Anschließend ging er mit der Division an die Ostfront. Am 1. Oktober 1941 wurde er Hauptmann. Am 1. April 1942 mit der Beförderung zum Major wurde er Führer des I./Fallschirmjäger-Regiment 4. Egger führte seinen unterstellten Verband auch in der Schlacht um Monte Cassino und verlor bei einem Gegenangriff einen Großteil seines Bataillons. Trotzdem erhielt er Anfang 1944 das Deutsche Kreuz in Gold verliehen.
Egger übernahm in der Folge zeitweise ab 1. April 1943 das Kommando über das Fallschirmjäger-Regiment 4. Während der dritten Schlacht um Monte Cassino konnte er mit seinem Regiment den Klosterberg und Teile der Stadt erfolgreich verteidigen. Am 24. Juni 1944 erhielt er als Oberstleutnant (Beförderung am 1. April 1944) für die Führung des Fallschirmjäger-Regiments 4 das Eichenlaub zum Ritterkreuz des Eisernen Kreuzes verliehen. Kurze Zeit später kam Egger in alliierte Kriegsgefangenschaft, wobei er in der Wehrmacht ab 31. Juli 1944 als in Italien vermisst galt, und am 20. August 1944 wurde das Fallschirmjäger-Regiment 4 von Oberst Rudolf Böhmler übernommen.